# پروریگو پیگمنتوزا
پروریگو پیگمنتوزا (انگلیسی: Prurigo pigmentosa) یک بیماری نادر پوستی با علت ناشناخته است که مشخصه‌اش، بروز ناگهانی سفت‌دانه‌های قرمز رنگ است که پس از بهبودی، از خود یک نمای تورمانند رنگدانه‌ایِ پُررنگ به‌جای می‌گذارد.: 57 